# Gregor Rabinovitch
Pour les articles homonymes, voir Rabinovitch.
Gregor Rabinovitch (Kiev, 1889 - Munich, 1953) est un producteur de cinéma allemand. Il a entre autres produit Le Quai des brumes (1938).

## Biographie
Gregor Rabinovitch est un juif d'origine russe, de nationalité allemande.
La première trace de son travail de producteur est pour le film Âme d'artiste de Germaine Dulac, produit par la société Ciné-France. Trois autres films suivent, puis, en 1926, il fonde à Paris une nouvelle maison de production, Ciné-Alliance, en association avec Noë Bloch (en) (1875-1937), également d'origine russe. Le duo produit Casanova (1927) d'Alexandre Volkoff, qui demeure leur plus gros succès. Après 1928, Rabinovitch part travailler à Berlin, au sein de l'Universum Film AG (UFA).
En janvier 1932, Ciné-Alliance fusionne avec Allianz, fondée par Arnold Pressburger pour former Cine-Allianz (en), société établie à Berlin, et à capitaux franco-allemands.
Les nazis l'obligent à vendre ses biens dès 1935 dans le cadre de l'aryanisation. Exproprié en juillet 1937, Rabinovitch part vivre en France, où, dès 1934, son ancienne société, Ciné-Alliance, avait recommencé à produire des films avec l'aide d'Oscar Dancigers. Sous le Front populaire, il produit Le Quai des brumes, l'un des plus célèbres films français de cette période. Cependant, il échoue à travailler durablement avec la United Artists américaine.
En 1950, Pressburger et lui attaquent le Gouvernement allemand pour expropriation abusive et demandent des compensations. Deux ans plus tard, il refonde Cine-Allianz à Munich, mais meurt après avoir produit seulement deux nouveaux films.

## Filmographie
- 1924 : Âme d'artiste de Germaine Dulac
- 1926 : Michel Strogoff de Viatcheslav Tourjanski
- 1926 : 600 000 francs par mois de Nicolas Koline et Robert Péguy
- 1927 : Casanova d'Alexandre Volkoff
- 1928 : Looping the Loop d'Arthur Robison
- 1928 : Hurrah! Ich lebe! de Wilhelm Thiele
- 1928 : Shéhérazade d'Alexandre Volkoff
- 1929 : Die wunderbare Lüge der Nina Petrowna de Hanns Schwarz
- 1930 : Dolly macht Karriere d'Anatole Litvak
- 1931 : Der weiße Teufel d'Alexandre Volkoff
- 1931 : Calais-Douvres de Jean Boyer et Anatole Litvak
- 1931 : Im Geheimdienst de Gustav Ucicky
- 1931 : Nie wieder Liebe d'Anatole Litvak
- 1932 : Tell Me Tonight d'Anatole Litvak
- 1932 : Das Lied einer Nacht d'Anatole Litvak
- 1932 : Die Gräfin von Monte-Christo de Karl Hartl
- 1932 : Une jeune fille et un million de Max Neufeld et Fred Ellis
- 1932 : Sehnsucht 202 de Max Neufeld
- 1933 : La Vie tendre et pathétique de Willi Forst
- 1933 : Caprice de princesse d'Henri-Georges Clouzot et Karl Hartl
- 1933 : Tout pour l'amour d'Henri-Georges Clouzot et Joe May
- 1933 : La Chanson d'une nuit d'Anatole Litvak
- 1933 : Ein Lied für Dich de Joe May
- 1933 : Spione am Werk (de) de Gerhard Lamprecht
- 1934 : Rêve éternel d'Arnold Fanck
- 1934 : Mein Herz ruft nach dir de Carmine Gallone
- 1934 : So endete eine Liebe de Karl Hartl
- 1935 : J'aime toutes les femmes de Carl Lamac et Henri Decoin
- 1935 : Episode de Walter Reisch
- 1935 : Die blonde Carmen de Victor Janson
- 1938 : Le Quai des brumes de Marcel Carné
- 1938 : Gibraltar de Fedor Ozep
- 1938 : J'étais une aventurière de Raymond Bernard
- 1939 : Nuit de décembre de Kurt Bernhardt
- 1940 : Sans lendemain de Max Ophüls
- 1940 : Battement de cœur d'Henri Decoin
- 1943 : Three Russian Girls de Fedor Ozep et Henry S. Kesler
- 1950 : La leggenda di Faust de Carmine Gallone
- 1953 : Aïda de Clemente Fracassi
- 1953 : Die geschiedene Frau de Georg Jacoby

## Annexe

### Homonymie
- Il ne doit pas être confondu avec le dessinateur et graveur Gregor Rabinovitch (1884-1958).